# Cuc Morris
El cuc Morris va ser el primer exemplar de malware autorreplicable que va afectar Internet (llavors s'anomenava ARPANET). El 2 de novembre de 1988, aproximadament 6.000 dels 60.000 servidors connectats a la xarxa van ser infectats per aquest cuc informàtic, el que va motivar que es creés un Equip de Resposta davant Emergències Informàtiques (CERT, per les sigles en anglès) en resposta a les necessitats exposades durant l'incident.

## Què va ocasionar
S'estima que en aquest moment la mida d'Internet era d'uns 60.000 ordinadors, i el cuc va afectar prop de 6.000 sistemes d'ordinadors als Estats Units (incloent-hi el centre d'investigació de la NASA) i en va inutilitzar alguns. En realitat no se sabrà mai exactament quants van resultar infectats, perquè al reiniciar l'equip s'eliminaven totes les dades del cuc (i es contenia la infecció), així que els afectats són només un nombre estimat.
El programa intentava esbrinar les contrasenyes d'altres ordinadors usant una rutina de recerca que permutava els noms d'usuaris coneguts, una llista de les contrasenyes més comunes i també cerca a l'atzar. Van descobrir que no tots els ordinadors estaven afectades, sinó que només es va propagar en els ordinadors VAX de DEC (Digital Equipment Corp) i les fabricades per Sun Microsystems, que empraven Unix.
El programa estava aprofitant alguns defectes de la versió de la Universitat de Berkeley del sistema UNIX. Integrants d'aquesta Universitat i del MIT de Massachusetts i de Purdue van intentar treballar de manera coordinada per capturar una còpia de el programa i analitzar-lo. Casualment, a Berkeley se celebrava la reunió anual d'experts en UNIX el matí del 3 de novembre, i ràpidament van capturar disseccionar al cuc, i a la tarda havien distribuït els pedaços necessaris per tancar les bretxes de seguretat aprofitades pel cuc. Es tractava d'un exemple de 99 línies de codi que, aprofitant-se d'una debilitat de Sendmail, es replicava d'una màquina a una altra. Es va establir que la infecció no va ser realitzada per un virus, sinó per un programa cuc, dissenyat per reproduir-se a si mateix indefinidament i no per eliminar dades.
No va ser programat amb intenció de causar mal, però a causa d'un error en el seu codi, els efectes van ser catastròfics per a l'època. Va produir fallades en centenars d'ordinadors universitaris, corporacions i laboratoris de govern a tot el món abans que fos rastrejat i eliminat. L'atac va ser anomenat «Cuc d'Internet», i la premsa va cobrir el tema amb frases com «el major assalt mai realitzat contra els sistemes de la nació». Erradicar-lo va costar gairebé un milió de dòlars, sumat a les pèrdues per haver-se aturat gairebé tota la xarxa, sent estimades les pèrdues totals en 96 milions de dòlars (una xifra significativa en aquell moment).

## Autoria

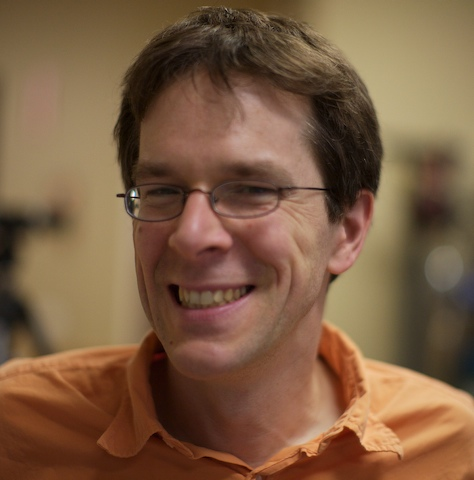
Robert Morris.

L'autor va ser Robert Tappan Morris, estudiant de 23 anys, que declara haver comès un error propagant el cuc. Va ser detingut quan un dels seus amics va parlar amb el reporter de l'àrea de computació de The New York Times per intentar convèncer-lo que tot havia estat un accident, que el cuc no provocava danys i que l'autor estava penedit.
Va crear un programa amb gran capacitat de reproduir-se, però no va pensar mai que es propagaria de forma tan ràpida i extensa. La seva idea no era fer que els ordinadors s'alentiren, sinó que el programa es copiés una vegada en cada màquina i després s'amagués a la xarxa. La motivació de Morris es desconeix, encara que és possible que pretengués una broma pràctica d'alta tecnologia, aprofitant aquests errors.
Un estudi detallat del codi del Cuc de Morris demostra l'existència de dos programadors. Tot sembla indicar que Robert Morris va utilitzar part dels programes creats pel seu pare als anys 60: el joc consistia a crear un programa que, al reproduir-se, fora ocupant tota la memòria, a la vegada que esborrava el programa del contrincant. El que va fer va ser demanar-li al seu pare, un expert en seguretat de la National Security Agency encarregada de trencar els codis, un exemplar d'un article clàssic en el tema, que el mateix pare de Morris i Ken Thompson havien escrit una dècada abans als Laboratoris Bell, on el seu pare va ser un dels desenvolupadors de l'UNIX.
Cada contrasenya trencada permetia que el cuc penetrés en altres màquines on el posseïdor de la contrasenya tingués comptes. Quan es va adonar que el seu programa s'estava propagant per la xarxa, va demanar a un amic que enviés un correu electrònic demanant disculpes i les instruccions per acabar amb el programa. Però degut al caos que es va generar, el seu missatge de correu electrònic va passar desapercebut.
Segons informe de la NASA, algunes editorials dedicades a l'esdeveniment retraten Morris com un heroi per desvetllar els perills d'una xarxa oberta i en desenvolupament.

## Condemna
El judici es va realitzar el gener de 1990, i encara que els seus advocats asseguraven que Morris «intentava ajudar a la seguretat d'Internet quan el seu programa es va sortir del seu control per accident», la fiscalia va argumentar que el cuc no es tractava d'un error, sinó d'«un atac contra el govern dels Estats Units».
Va ser declarat culpable per un jurat federal, i d'aquesta manera es va convertir en la primera condemna per la llei de fraus informàtics de 1986. El jutge del cas va expressar que no creia que les circumstàncies presentessin «frau i engany», de manera que el va sentenciar a tres anys de llibertat condicional, 400 hores de treball social i una multa de 10.050 dòlars.